# Carronya

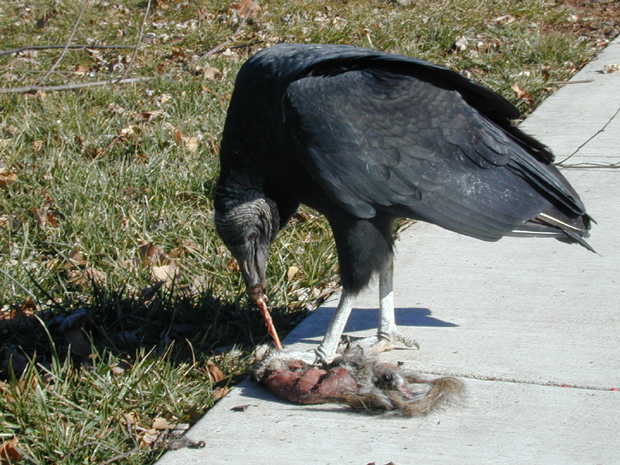
Un zopilot negre s'alimenta de la carronya d'un esquirol.

Carronya (del llatí caro, que vol dir 'carn') es refereix a les restes d'un animal mort. La carronya és una font important d'aliment per a molts carnívors i omnívors de molts ecosistemes. Exemples de carronyaires, o menjadors de carronya, són: la hiena, el voltor, l'opòssum de Virgínia, el dimoni de Tasmània, l'ós negre americà, el dragó de Komodo, l'os rentador i l'àguila de cap blanc. Molts invertebrats com els cucs, els llamàntols o els escarabats carronyers (de la família Silphidae) també s'alimenten de carronya i tenen un paper important en el reciclatge de restes d'animals.
La carronya inicia la seva descomposició en el moment de la mort de l'animal, atraient insectes i provocant l'aparició de bacteris. Poc després que l'animal hagi mort, el seu cos comença a desprendre una olor fètida provocada per la putrefacció acompanyada de l'emissió de cadaverina i putrescina. Algunes plantes i fongs fan olor de carronya en descomposició i atrauen insectes que els ajuden en la pol·linització i la dispersió d'espores. Les plantes que presenten aquest comportament s'anomenen plantes carronyeres. Els fongs de la família de les Phallaceae són un altre exemple d'aquest comportament.
La paraula carronya s'utilitza sovint a la mitologia grega per descriure animals que han estat sacrificats o que han mort per la ira dels déus. De vegades carronya es fa servir en referència a cossos infectats que estan malalts i no s'han de tocar. Un exemple de carronya dins la literatura és el cas de l'obra Juli Cèsar (de William Shakespeare), acte 3e Escena 1a, Aquest crim s'estendrà per tot l'univers amb els moribunds (en la versió anglesa original carrion men) que demanen sepultura, en el qual la paraula carronya fa referència als cossos que s'estan podrint i estan infectats amb malalties i bacteris.